# Heteropogon (djur)
Heteropogon är ett släkte av tvåvingar. Heteropogon ingår i familjen rovflugor.

## Dottertaxa tillHeteropogon, i alfabetisk ordning[1]
- Heteropogon alter
- Heteropogon arizonensis
- Heteropogon asiaticus
- Heteropogon aureus
- Heteropogon aurocinctus
- Heteropogon biplex
- Heteropogon capensis
- Heteropogon cazieri
- Heteropogon chiricahua
- Heteropogon cirrhatus
- Heteropogon currani
- Heteropogon davisi
- Heteropogon dejectus
- Heteropogon divisus
- Heteropogon dorothyae
- Heteropogon duncani
- Heteropogon eburnus
- Heteropogon elegans
- Heteropogon filicornis
- Heteropogon fisheri
- Heteropogon flavidus
- Heteropogon flavobarbatus
- Heteropogon gracilis
- Heteropogon hermanni
- Heteropogon holcocephaloides
- Heteropogon johnsoni
- Heteropogon lautus
- Heteropogon lehri
- Heteropogon loewi
- Heteropogon ludius
- Heteropogon lugubris
- Heteropogon macerinus
- Heteropogon maculinervis
- Heteropogon manicatus
- Heteropogon manni
- Heteropogon martini
- Heteropogon mesasiaticus
- Heteropogon nitidus
- Heteropogon nubilus
- Heteropogon oldroydi
- Heteropogon ornatipes
- Heteropogon palestinensis
- Heteropogon patruelis
- Heteropogon paurosomus
- Heteropogon peregrinus
- Heteropogon phalna
- Heteropogon phoenicurus
- Heteropogon pilosus
- Heteropogon pyrinus
- Heteropogon rejectus
- Heteropogon rubidus
- Heteropogon rubigipennis
- Heteropogon rubrifasciatus
- Heteropogon scoparius
- Heteropogon senilis
- Heteropogon spatulatus
- Heteropogon stonei
- Heteropogon succinctus
- Heteropogon timondavidi
- Heteropogon tolandi
- Heteropogon waltlii
- Heteropogon wilcoxi
- Heteropogon willistoni